# Whitmore Lake
Whitmore Lake – jednostka osadnicza w Stanach Zjednoczonych, w stanie Michigan, w hrabstwie Livingston.